# ホーストラスト
特定非営利活動法人ホーストラストは、鹿児島県姶良郡湧水町に事務所を置く特定非営利活動法人（NPO法人）。

## 概要
引退した元競走馬や繁殖馬を功労馬として繋養する養老牧場として設立された。北海道岩内郡岩内町の「ホーストラスト北海道」（下述）と連携し運営している。
繋養馬は、引退競走馬や元繁殖馬の「功労馬」、個人や法人の預託する「自馬」、馬主がおらず、里親制度により一口3000円で支援される「スポンサーホース」の3種類に分かれ、10歳以上の功労馬は引退名馬繋養展示事業の助成対象となっていることが多い。

## ホーストラスト北海道
鹿児島県のホーストラストとコンセプトを同じくし、連携して活動している。今後、組織統合し、認定特定非営利活動法人として登録予定。

## 沿革
- 2006年 - 鹿児島県湧水町にホーストラストを設立。
- 2009年 - 北海道岩内町にホーストラスト北海道を設立[2]。
- 2022年4月17日 - TBS系のドキュメンタリー番組、情熱大陸にてホーストラストの特集が放送された[3]。

## 主な繋養馬
グレード制重賞勝ち馬およびWikipediaに記事のある馬について記載。#は、ホーストラスト北海道の繋養馬。
なお、鹿児島のホーストラストには、「リッカ」の冠名を用いる立花幸雄の所有馬が数多く預託されている。
- メルシーモンサン（中山グランドジャンプ）
- フサイチリシャール（朝日杯フューチュリティステークス、阪神カップ、東京スポーツ杯2歳ステークス）
- アグネスジェダイ#（東京盃など交流重賞6勝）
- ナカヤマナイト#（オールカマー、中山記念、共同通信杯）
- ヤマニンキングリー#（札幌記念、中日新聞杯、シリウスステークス）
- エイシンキャメロン#（デイリー杯3歳ステークス、アーリントンカップ）
- アスカノロマン（東海ステークス、平安ステークス）
- コスモオオゾラ#（弥生賞）
- トーホウレーサー（ニュージーランドトロフィー）
- セカンドテーブル#（京王杯2歳ステークス）
- ファンドリロバリー#（阪神ジャンプステークス）
- クーリンガー#（マーチステークスなど重賞6勝）
- マイネルモルゲン#（京成杯オータムハンデキャップ2回、ダービー卿チャレンジトロフィー）
- サイレントディール#（シンザン記念、武蔵野ステークス、佐賀記念）
- パッションダンス#（新潟大賞典2回、新潟記念）
- メジロロンザン#（東京ハイジャンプ、東京オータムジャンプ）
- プロフェット#（京成杯）
- ポートブライアンズ#（福島記念）
- セイコーライコウ#（アイビスサマーダッシュ）
- スプリングドリュー#（福島牝馬ステークス）
- スナークレイアース（白山大賞典、マーキュリーカップ）
- シャーベットトーン（マーキュリーカップ）
- ロードバクシン（兵庫チャンピオンシップなど、兵庫三冠馬）
- ハッピーグリン#（OROカップ）

### 過去の繋養馬
- サクセスブロッケン（フェブラリーステークス、東京大賞典、ジャパンダートダービー）
- タイキブリザード（安田記念、京王杯スプリングカップ、産経大阪杯）
- ハギノハイグレイド（東海ステークス2回、アンタレスステークス）
- オースミロッチ（京都記念、京都大賞典）
- ハギノリアルキング（目黒記念、日経新春杯）
- アクティブバイオ（日経賞、アルゼンチン共和国杯）
- トゥナンテ（毎日王冠、北九州記念、愛知杯）
- エイシンワシントン（CBC賞、セントウルステークス）
- テイエムハリアー（京都ハイジャンプなど障害重賞6勝）
- パリスハーリー#（京都記念）
- キタヤマザクラ（シンザン記念、京都4歳特別）
- ポレール（障害重賞5勝）
- ツクバアズマオー（中山金杯）
- ボールドブライアン#（東京新聞杯）
- アドマイヤカイザー#（エプソムカップ）
- タイキマーシャル#（エプソムカップ）
- ローマンエンパイア#（京成杯）
- アサヒライジング（クイーンステークス）
- ロサード#（オールカマーなど重賞5勝）
- マイネルボウノット#（佐賀記念）
- ブルキング（阪神障害ステークス）
- ビックフォルテ（京都大障害）
- ラスカルスズカ#（天皇賞・春2着、菊花賞3着など、種牡馬）
- サムライハート#（種牡馬）
- エイシンサンディ（未出走、種牡馬）
- ダイタクバートラム#（阪神大賞典、ステイヤーズステークス、北九州記念）
- ビッググラス（根岸ステークス）
- オースミグラスワン（新潟大賞典2回）
- ダノンシャンティ#（NHKマイルカップ、毎日杯）
- モエレビクトリー#（道営記念）